# Русь

Русь накануне Батыева нашествия (1237 год)

Русь (др.-рус. и церк.-слав. рѹсь, рѹсьскаѧ зємлѧ; др.-сканд. Garðaríki; ср.-греч. Ῥωσία; лат. Russia, Rossia, Ruthenia) — обширный этнокультурный регион в Восточной Европе, историческое название восточнославянских земель. Возникшее на этих землях влиятельное государство Киевская Русь, политический расцвет которого пришёлся на X—XI века, стало основой для формирования единой древнерусской народности, языка и культуры. В 988 году произошло крещение Руси по восточной (византийской) христианской традиции. Феодальное дробление Руси на княжества, сопровождаемое междоусобными войнами, и произошедшее на этом фоне монгольское нашествие повлекли за собой попадание её частей под власть внешних центров силы, замедлив консолидационные процессы и обусловив впоследствии различное развитие культурных, языковых, а также, отчасти, религиозных традиций. В конце XV века в Северо-Восточной Руси образовалось независимое единое Русское государство, борьба которого с Великим княжеством Литовским и затем с Речью Посполитой за собирание русских земель стала одной из главных определяющих линий политики и истории Восточной Европы на протяжении нескольких столетий.

## Название

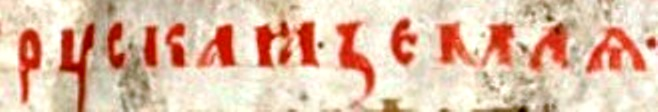
«Русская земля» («рускаꙗ ꙁємлѧ») из первых строк «Повести временных лет», список Лаврентьевской летописи, 1377

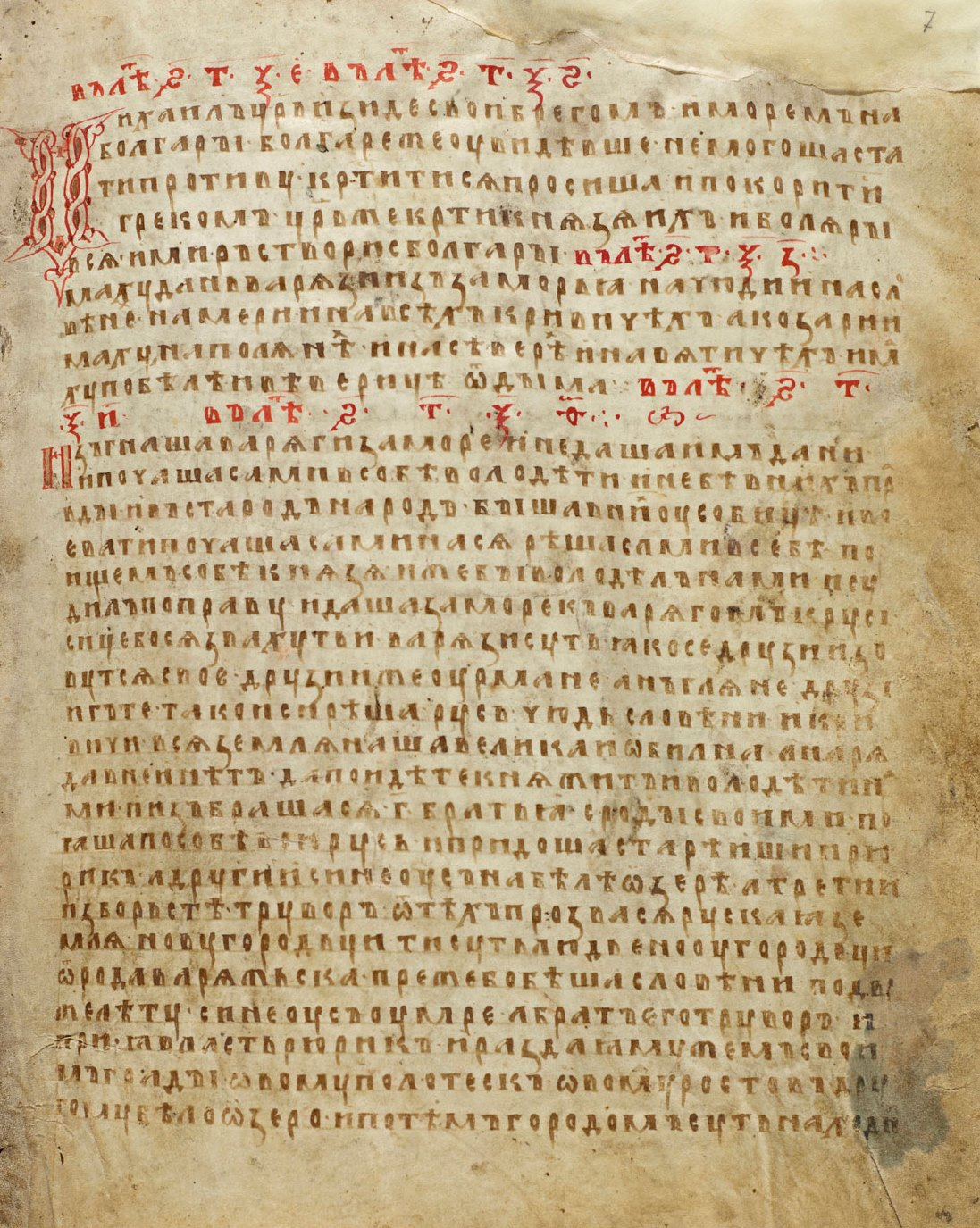
Рассказ о призвании варягов в «Повести временных лет», список Лаврентьевской летописи, 1377. Термин «Русская земля» применяется в широком смысле, включая Новгород: «И от тех варягов прозвалась Русская земля. Новгородцы же — те люди от варяжского рода, а прежде были славяне».

Название Руси произошло от народа русь, составившего верхушку Киевской Руси. Название русь (др.-рус. и церк.-слав. рѹсь), по распространённой в науке версии, вначале обозначало скандинавов (варягов) и пришло в древнерусский язык из древнескандинавского: др.-сканд. rōþr «гребец» и «поход на гребных судах», трансформировавшееся через фин. ruotsi в др.-рус. рѹсь, а затем постепенно со скандинавской элиты было перенесено на весь народ Киевской Руси. Существуют также североиранская, славянская и некоторые другие этимологии. Наиболее обоснована лингвистически «северная», западнофинская (скандинавская) версия (из древнескандинавского языка через западнофинское посредство). Скандинавская этимология составляет современный лингвистический консенсус. Гипотезы «южного», местного, или автохтонного, происхождения этнонима русь (обычно из иранских или славянских языков) занимают важное место в концепциях антинорманистов. «Южные» гипотезы весьма слабо обоснованы как лингвистически, так и исторически (предполагается существование предшествовавшего Киевской Руси государства на юге).
В ряде источников, относящихся к XI—XIII векам, употребление понятий Русь или Русская земля ограничивается лишь Киевским княжеством и другими территориями Среднего Поднепровья как коллективным владением князей-Рюриковичей и местонахождением великокняжеского престола. Параллельно с этим узким значением существовало (начиная с ранних источников) широкое значение терминов Русь и Русская земля, относящееся ко всей территории Древнерусского государства и русских княжеств («Слово о законе и благодати», русские летописи). В историографии термин Русь распространяется на всю территорию Древнерусского государства.
Вследствие политического разделения Руси возникли уточняющие термины, такие как Великая Русь, Малая Русь, а также позднесредневековые деления по цветовой схеме (Белая Русь, Чёрная Русь, Червонная Русь). В титулах монархов и представителей духовенства, претендовавших на общерусскую легитимность, традиционно использовалась приставка «всея Руси» (Всеꙗ Русіи).
В связи с отсутствием, после распада Киевской Руси и упадка Галицко-Волынского княжества, государственности на территории современной Украины, политическое использование названия Русь не сохранилось за этой территорией, а закрепилось за усилившимся на северо-востоке Руси Московским княжеством, вокруг которого сформировалось единое Русское государство. Формируя свою идентичность и легитимируя свои территориальные претензии, оно подчёркивало связь Москвы со значительным историческим наследием Киевской Руси, Византии и Рима, что помогало в достижении международного признания титулов и завоеваний. С конца XV века в трудах православных книжников под влиянием греческого образования название Русь начинает фигурировать в эллинизированной форме Рос(с)ия, которая впоследствии стала в Российском царстве официальной.
В западных средневековых источниках слово Русь встречается в формах Russia, Rossia, Ruthenia, Roxolania, Ruscia или Ruzzia. По польско-литовской историографической и публицистической традиции Русью (пол. Ruś) называли лишь подконтрольную польскому и литовскому государствам Западную Русь, отвергая притязания на неё государей «Московии». Последний термин использовался польско-литовской дипломатией в Европе. Главным городом Руси поляки считали Львов, столицу Русского воеводства. Несмотря на то, что подобная терминология нередко перенималась западными источниками, многие из них продолжали называть термином Русь (нем. Reussen, Russland, фр. Russie, англ. Russia) все земли исторической Руси.
Понятие Русь широко распространено в фольклоре и поэзии — Святая Русь, Русь былинная, Русь-Матушка. Святая Русь в фольклоре и литературе понимается как русская земля, избранная Богом для спасения и просвещённая православной верой, и метафизическое пространство, союз православных христиан с центром в Небесном Иерусалиме. Среди иных пространств Святую Русь выделяет не география, не государственность и не этническая принадлежность, а православие. Парафразами того же дискурса являются представления о «Руси — Новом Израиле», «Руси — третьем Риме», «Руси — православном царстве» и др. Выражение «Святая Русь» («святыя и великиа Росиа», «святорусская земля» и др.) известно с XVI века, но дискурс о святости Руси появился в русском обиходе раньше. С начала XVII века понятие Святой Руси присутствует в фольклорном сознании. В XVIII—XIX веках Святая Русь становится также одним из топосов русского фольклора. Позднее атрибут святости, относимый средневековым христианским сознанием к Церкви, переносится на страну и «нацию» (протонацию). Святая Русь известна и в украинском фольклоре.

## История

### Возникновение государственности

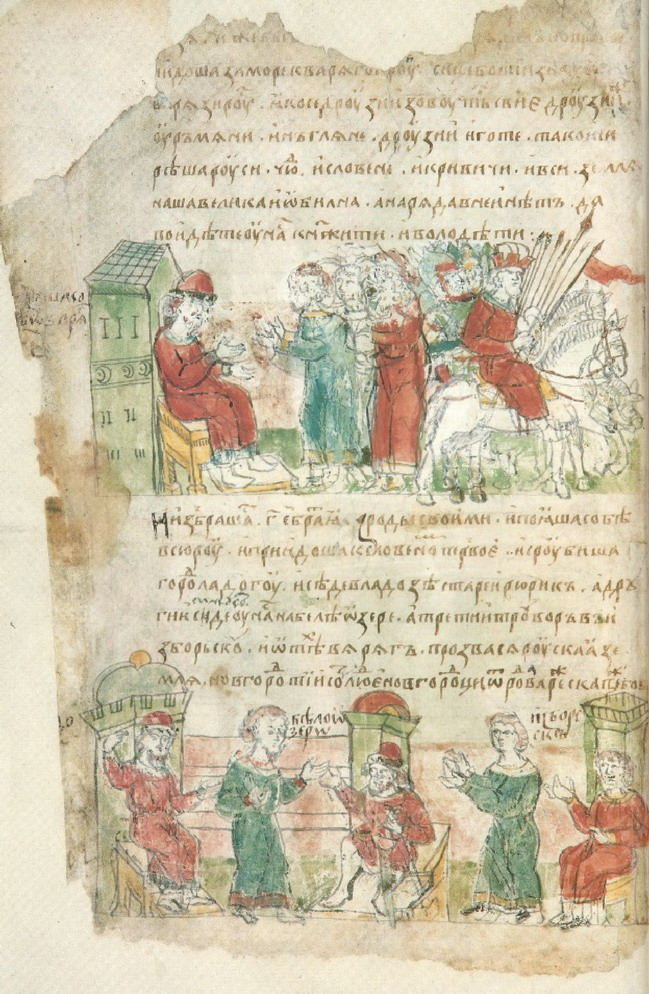
Призвание варягов. Миниатюры из Радзивилловской летописи, конец XV века

Традиционно, начиная с русской летописи «Повести временных лет» начала XII века и до настоящего времени, возникновение Русского государства относится к 862 году. Согласно русским летописям, в этом году северные племена восточных славян и финно-угров, ранее изгнавшие неких варягов, призвали на княжение варягов-русь во главе с Рюриком. Ответ на главный вопрос «Повести временных лет» «откуду есть пошла Русская земля», вынесенный в заглавие летописи, содержится в рассказе о призвании варягов под 862 годом: князья принесли с собой варяжское имя Русь, и «от тех варяг прозвася Русская земля». Началом Руси составитель летописи считал призвание варяжских князей, а не поход на Царьград русской дружины. Некоторые историки относят начало Русского государства к другому времени или привязывают к другому событию (например, к 882 году, когда князь Олег захватил Киев, объединив два центра Руси).
Социальную верхушку раннего Русского государства составил народ русь, от которого государство и население получили своё название. На основе данных археологии и лингвистики, свидетельств арабских, византийских, западноевропейских, русских и других письменных источников многие исследователи рассматривают русь как выходцев из Скандинавии (скандинавы в древнерусских источниках обобщённо именуются варяги). Также в рамках направления историографии, называемого антинорманизм, существуют другие версии этнической принадлежности народа русь и варягов: их рассматривают как финнов, пруссов, балтийских славян и др.

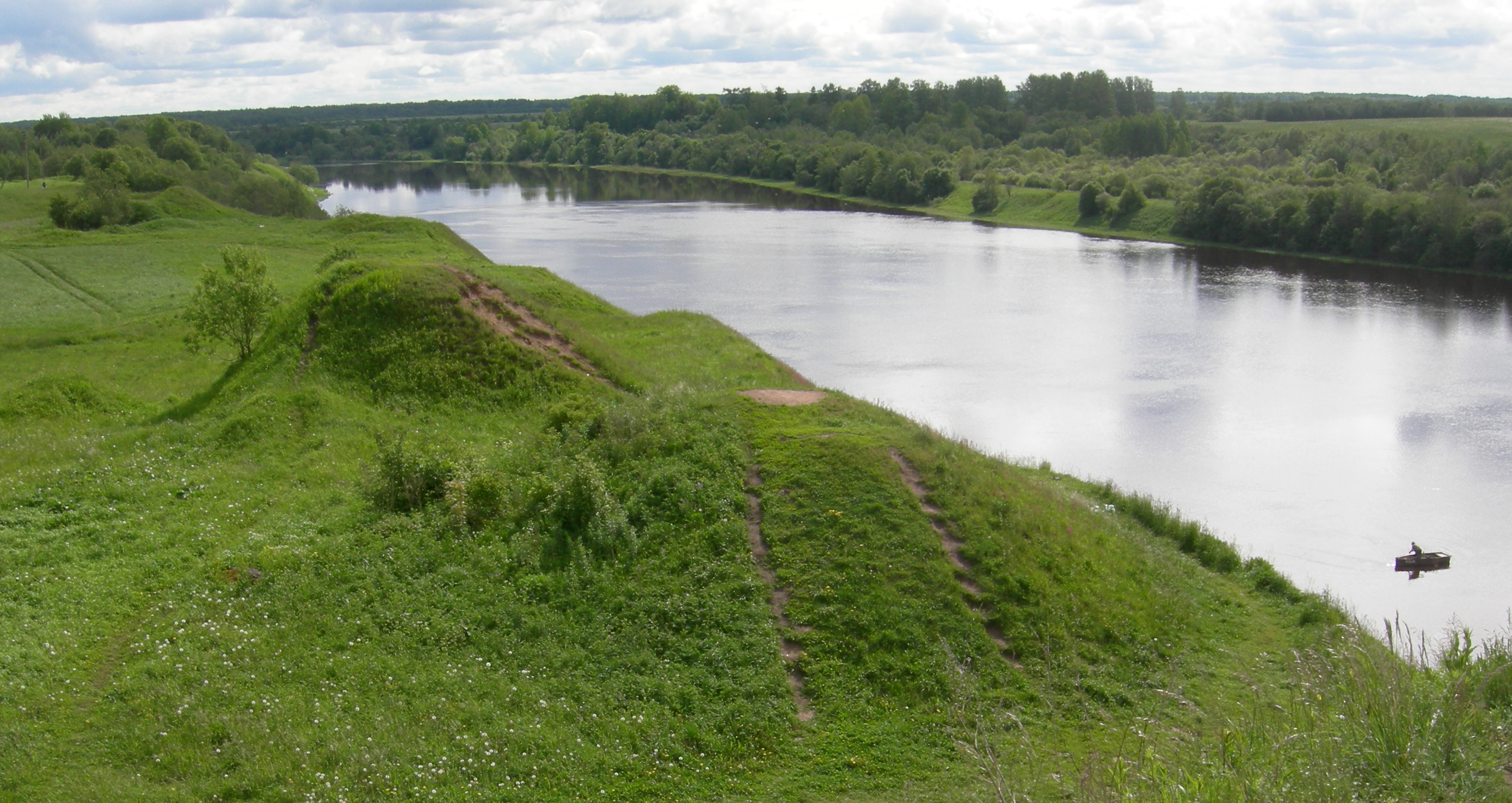
Могильные курганы русов вдоль Волхова

Предметы скандинавского происхождения найдены во всех древнерусских торгово-ремесленных поселениях (Ладога с середины VIII века, Рюриково городище IX—XI веков, Тимерёво, Гнёздово, Шестовица и др.) и ранних городах (Новгород, Псков, Киев, Чернигов). Более 1200 скандинавских предметов вооружения, украшений, амулетов и предметов быта, а также орудий труда и инструментов VIII—XI веков происходит примерно из 70 археологических памятников Древней Руси. Известно около 100 находок граффити в виде отдельных скандинавских рунических знаков и надписей. Скандинавские археологические древности свидетельствуют о большой миграционной волне из Скандинавии в Восточную Европу, в основном с территории Средней Швеции.
Скандинавы появляются на территории севера Восточной Европы не позднее середины VIII века. С того же VIII века возникает торговый путь из Скандинавии в Восточную Европу. К середине IX века или около этого времени в результате развития договорных и даннических отношений между народом русью и местными славянскими и финскими племенами (что, предположительно, отражено в летописном сказании о призвании варягов во главе с Рюриком в 862 году) на севере Восточной Европы (на месте гипотетической Северной конфедерации племён) возникает раннегосударственное образование (отождествляемое с летописным государством Рюрика). В 882 году князь Олег объединяет северные территории и Киев, и формируется «путь из варяг в греки» — торговый путь из Скандинавии через Восточную Европу в Византию. В течение X века социальная элита Русского государства, первоначально представленная преимущественно народом русью, включала в свой состав всё большее число славян и представителей других этносов, в результате чего понятие русь приобрело социальное значение и стало обозначать высшую социальную группу, а народ русь ассимилировался окружающим населением и вошёл в состав сформировавшейся древнерусской народности.

### Первые упоминания

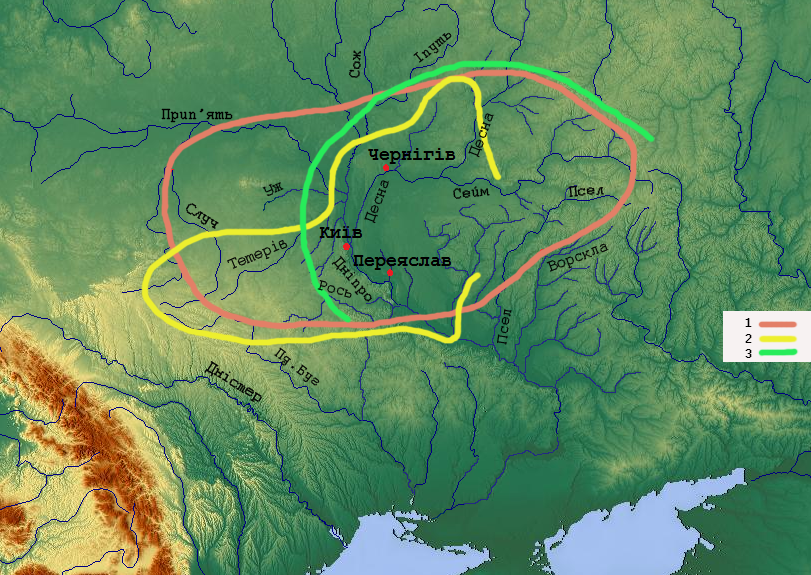
«Русская земля» в узком значении термина: 1 — по П. П. Толочко; 2 — по А. Н. Насонову; 3 — по Б. А. Рыбакову

Русь известна по упоминаниям в ряде письменных источников с первой половины IX века, то есть ещё ранее летописного призвания варягов (862 год; дата приблизительна, как и вся ранняя хронология русских летописей).
Первое бесспорное упоминание руси содержится в Бертинских анналах, в которых сообщается о прибытии в мае 839 года к франкскому императору Людовику Благочестивому византийского посольства от императора Феофила. В составе византийской делегации находились послы народа рос (rhos), посланные в Константинополь правителем, обозначенным в тексте как хакан (chacanus). Император расследовал цель их прибытия и «узнал, что они из народа свеонов» — свеев (предки шведов). Это свидетельство послужило одним из оснований для возникновения в современной историографии гипотезы о Русском каганате, государственном образовании руси, хронологически предшествовавшем Древнерусскому государству. В написанном между 829 и 850 годами «Баварском географе» (некоторые исследователи датируют его второй половиной IX века) упомянут народ Руцци (Ruzzi), что, по мнению А. В. Назаренко, отражает какое-то этническое или политическое образование под названием «русь», по мнению В. Я. Петрухина — народ русь, являвшийся скандинавами.
В 860 году русь совершает первый поход на Константинополь. Греческие источники связывают с ним так называемое первое крещение Руси, после которого на Руси, возможно, возникла епархия и правящая верхушка приняла христианство.

### Развитие русских городов

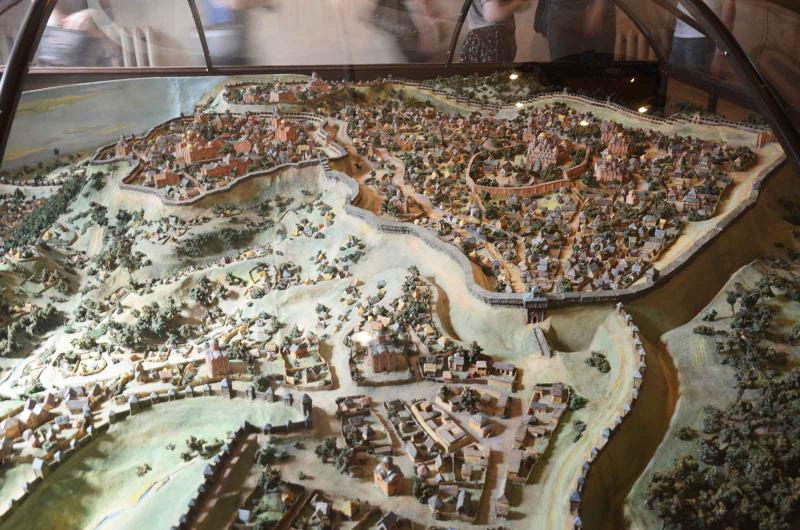
Макет Киева XI века

В VIII веке по течению Волхова основываются два населённых пункта: Любшанская крепость (построена предположительно южнобалтийскими славянами на месте финской крепости в начале VIII века) и, предположительно позже, в двух километрах от неё на другом берегу Волхова скандинавское поселение Ладога. В 760-х годах Ладога подвергается нападению кривичей и ильменских словен, и её население вплоть до 830-х годов стало преимущественно славянским (предположительно кривичи).
В конце 830-х годов Ладога сгорает и состав её населения сменяется снова. Теперь в ней чётко прослеживается заметное присутствие скандинавской военной элиты (скандинавские мужские воинские захоронения, «молоточки Тора» и т. д.).
В 860-х годах по территории северо-запада Руси проходит волна войн и пожаров. Сгорают Ладога, Рюриково городище, Любшанская крепость (причём по наконечникам стрел, найденных в её стенах, осада и взятие Любши проводилось исключительно или преимущественно нескандинавским (славянским) населением). После пожаров Любша исчезает навсегда. Второй период (865—920-е). Пожалуй, именно в это время Ладога наибольшим образом напоминает как североевропейские типа Бирки и Хедебю, так и «открытые торгово-ремесленные поселения» Восточной Европы. Среди находок этого периода присутствуют как вещи североевропейского круга древностей эпохи викингов, так и предметы круга древностей лесной зоны Восточной Европы. Можно уверенно констатировать, что в это время в Ладоге проживают разные этнокультурные коллективы, среди которых отчётливо выделяются скандинавы. Аналогии насыпям Плакуна уводят на юг Скандинавии. Норманнские древности отчётливо просматриваются на общем фоне культуры поселения.
К VIII — первой половине IX веков археологи относят возникновении Рюрикова городища, рядом с которым в 930-х годах появились три поселения (кривичи, ильменские словене и финно-угры), позднее слившихся в Великий Новгород. Характер поселения в Рюриковом городище позволяет отнести его к военно-административному центру с ярко выраженной скандинавской культурой в ранних слоях. Связь Рюрикова городища с Ладогой прослеживается по характерным признакам бус, распространённых в обоих поселениях. Некоторые намёки на происхождение пришлого населения в Рюриковом городище даёт анализ гончарной керамики из ранних слоёв, соответствие которой находится на южном побережье Балтики.
Археологические раскопки Киева подтверждают существование с VI—VIII веков ряда маленьких обособленных поселений на месте будущей столицы Руси. Градообразующий признак — оборонительные укрепления — заметны с VIII века (780-е годы строительство укреплений на Старокиевской горе северянами). Археологические следы начинают свидетельствовать о центральной роли города только с X века, и с того же времени определяется возможное присутствие варягов.

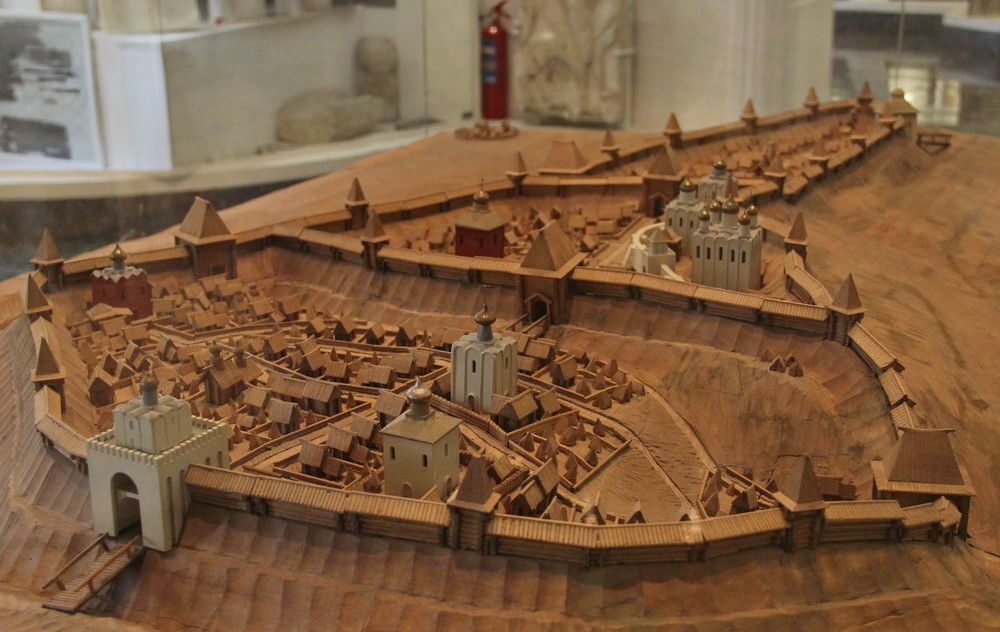
Макет древнерусского Владимира-на-Клязьме

Начиная со второй половины IX века на Руси формируется сеть городов (городище в Гнёздове под Смоленском, Сарское городище под Ростовом, Тимерёво под Ярославлем), где чётко прослеживается присутствие элементов скандинавской военной элиты. Эти поселения обслуживали торговые потоки с Востоком. В некоторых городах (Смоленск, Ростов), упомянутых в древнерусских летописях как племенные центры IX века, культурные городские слои старше XI века не обнаружены, хотя отмечены мелкие поселения.
Археологические исследования подтверждают факт больших социально-экономических сдвигов в землях восточных славян в середине IX века. В целом результаты археологических исследований не противоречат преданию «Повести временных лет» о призвании варягов в 862 году.

### Древнерусское государство

#### Государство Рюрика (Новгородская Русь)
Наиболее ранний древнерусский летописный свод «Повесть временных лет» излагает образование Руси на основании преданий, записанных спустя 250 лет после самих событий, и датирует их 862 годом. Союз северных народов, в который входили славянские племена ильменские словене и кривичи, а также финно-угорские племена чудь и весь, пригласили князей варягов из-за моря для того, чтобы остановить внутренние раздоры и междоусобные войны (см. статью Призвание варягов). По Ипатьевской летописи варяг — князь Рюрик — сел сначала княжить в Ладоге, и только после смерти братьев срубил город Новгород и перебрался туда. Существование неукреплённого поселения Ладога отмечается с середины VIII века, а в самом Новгороде отсутствует датированный культурный слой старше 30-х годов X века. Зато подтверждено местонахождение княжеской резиденции в так называемом Рюриковом городище, возникшем в первой половине IX века недалеко от Новгорода.
К тому же времени относится Поход руси на Царьград (860), который «Повесть временных лет» датирует 866 годом и связывает с именами киевских князей Аскольда и Дира.
Отсчёт русской государственности с 862 года, вероятнее всего, условен. По одной из версий неизвестный киевский летописец XI века выбрал 862 год, отталкиваясь от так называемого первого крещения Руси, последовавшего вскоре после набега 860 года.
Именно с походом 860 года летопись связывает начало Русской земли:

В год 6360 (852), индикта 15, когда начал царствовать Михаил, стала прозываться Русская земля. Узнали мы об этом потому, что при этом царе приходила Русь на Царьград, как пишется об этом в летописании греческом.

В последующих расчётах летописца сказано, что «от Христова рождества до Константина 318 лет, от Константина же до Михаила сего 542 года», таким образом в летописи неверно назван год начала правления византийского императора Михаила III. Существует точка зрения, что под 6360 годом летописец имел в виду 860 год. Он указан по Александрийской эре, которую историки также называют Антиохийской (для пересчёта её в современную следует отнять 5500 лет). Однако указание индикта соответствует именно 852 году.
В те времена, согласно «Повести временных лет», варяги-русь создали два независимых центра: в районе Ладоги и Новгорода княжил Рюрик, в Киеве — Аскольд и Дир, соплеменники Рюрика. Киевская русь (варяги, правящие в землях полян) приняла христианство от константинопольского епископа. Б. Я. Рамм считал, что христианство проникало на Русь не только со стороны Византии, но и со стороны Моравии, Болгарии и Чехии, которые ранее сами восприняли новую религию из Византии.

#### Киевская Русь

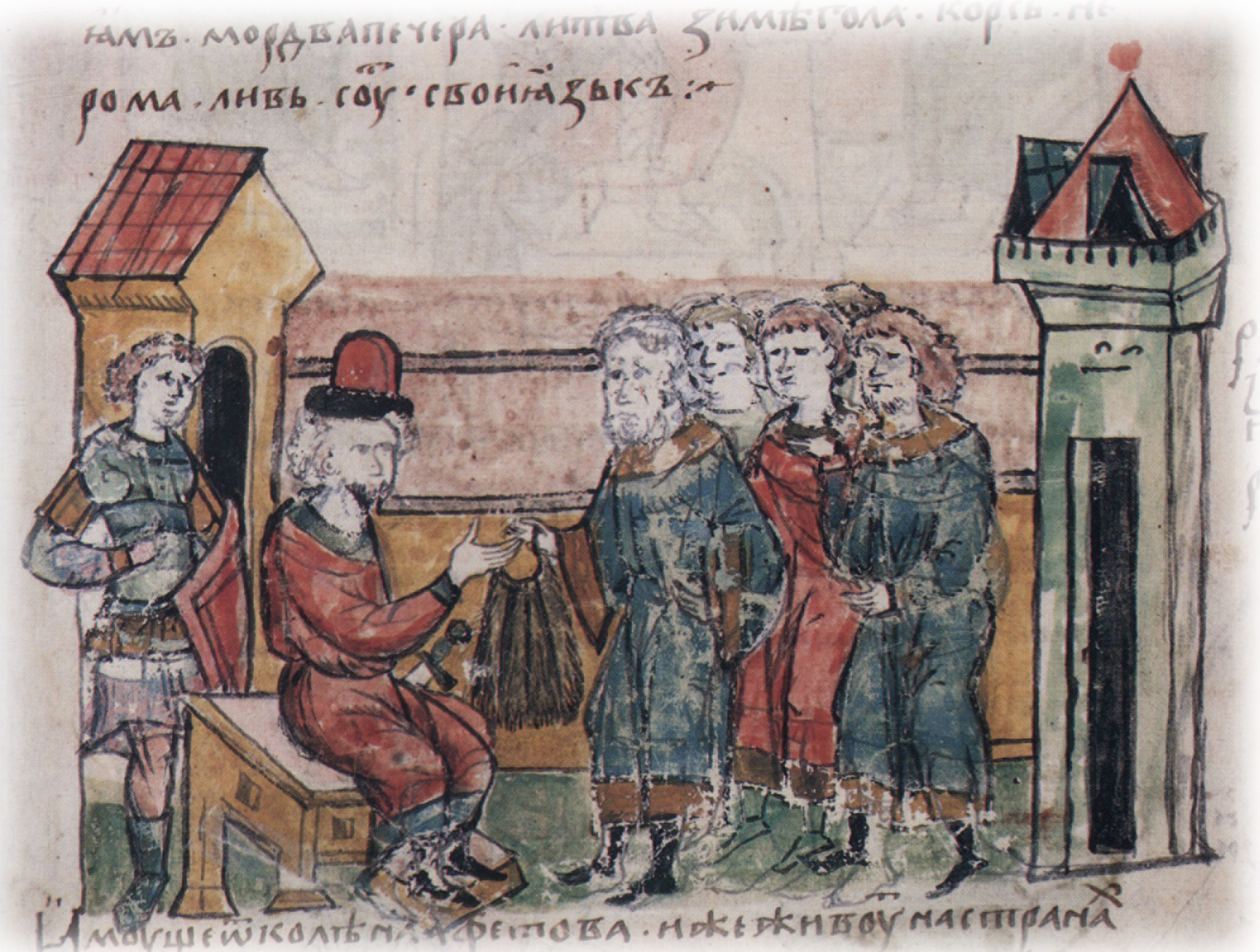
«Розные языки дань дают Руси» (подпись справа). Миниатюра из Радзивилловской летописи, конец XV века

В 882 году князь Олег, преемник Рюрика, перенёс столицу Древнерусского государства в Киев. Олег убил княживших там варягов Аскольда и Дира и объединил ладожский (новгородский) и киевский центры.

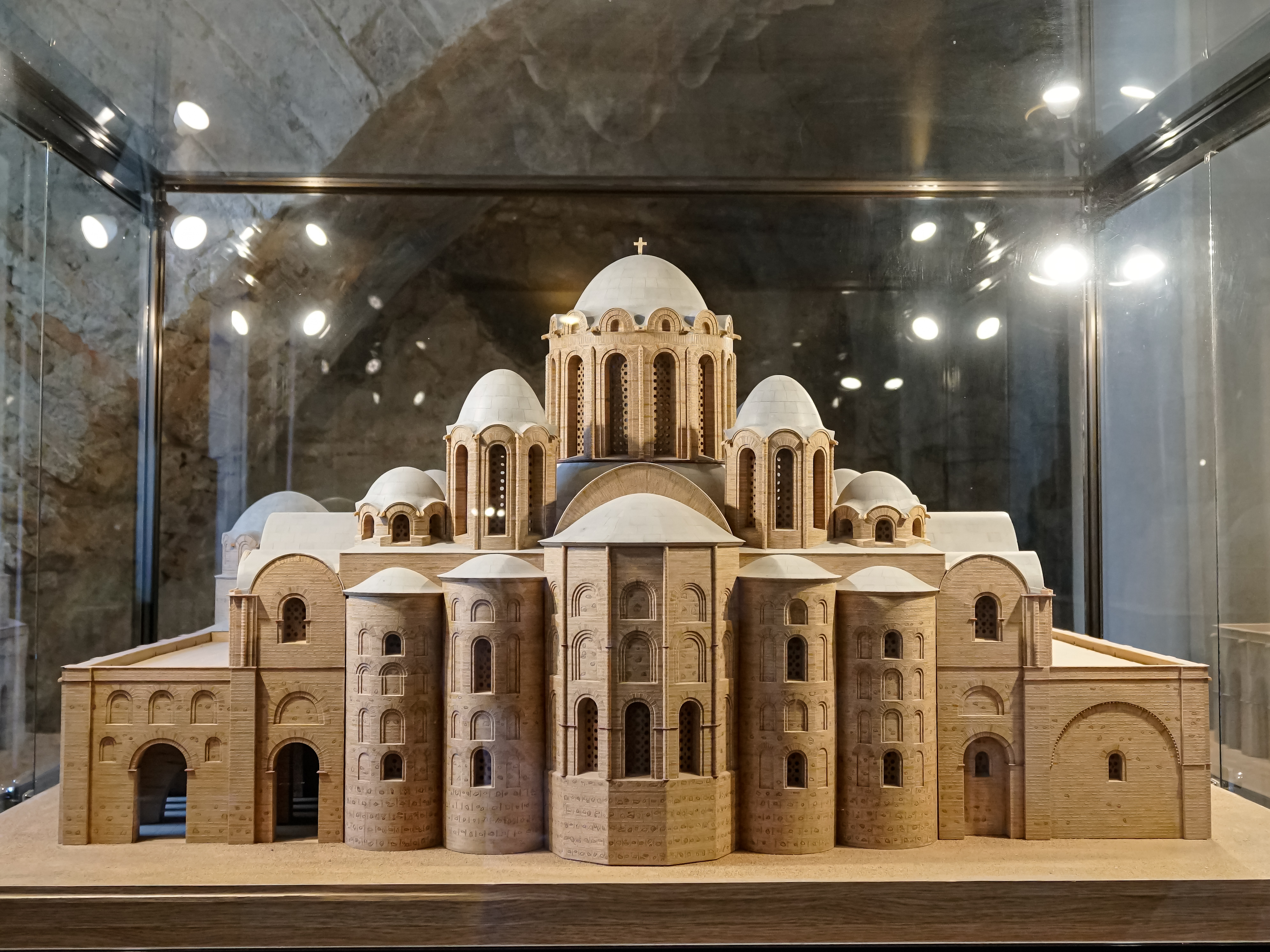
Макет-реконструкция первоначального вида Софийского собора в Киеве

Расцвет Древней (Киевской) Руси пришёлся на X—XI века. В 907 году в результате успешного похода на Царьград русы смогли заключить выгодный торговый договор с Византией, с которой начался также культурный обмен. Во второй половине X века киевский князь Святослав Игоревич разгромил Хазарский каганат и кратковременно завоевал Болгарское царство. В 988 году его сын князь Владимир Святославич крестил Русь по византийскому обряду. В связи с принятием христианства началось строительство каменных храмов, распространилась письменность. Наибольший авторитет Русь обрела при киевском князе Ярославе Мудром, основавшем Софийский собор, библиотеку и издавшем первый свод законов Русскую правду. Сохраняя тесные связи со Скандинавией, русские князья заключали новые династические браки с Западной Европой.

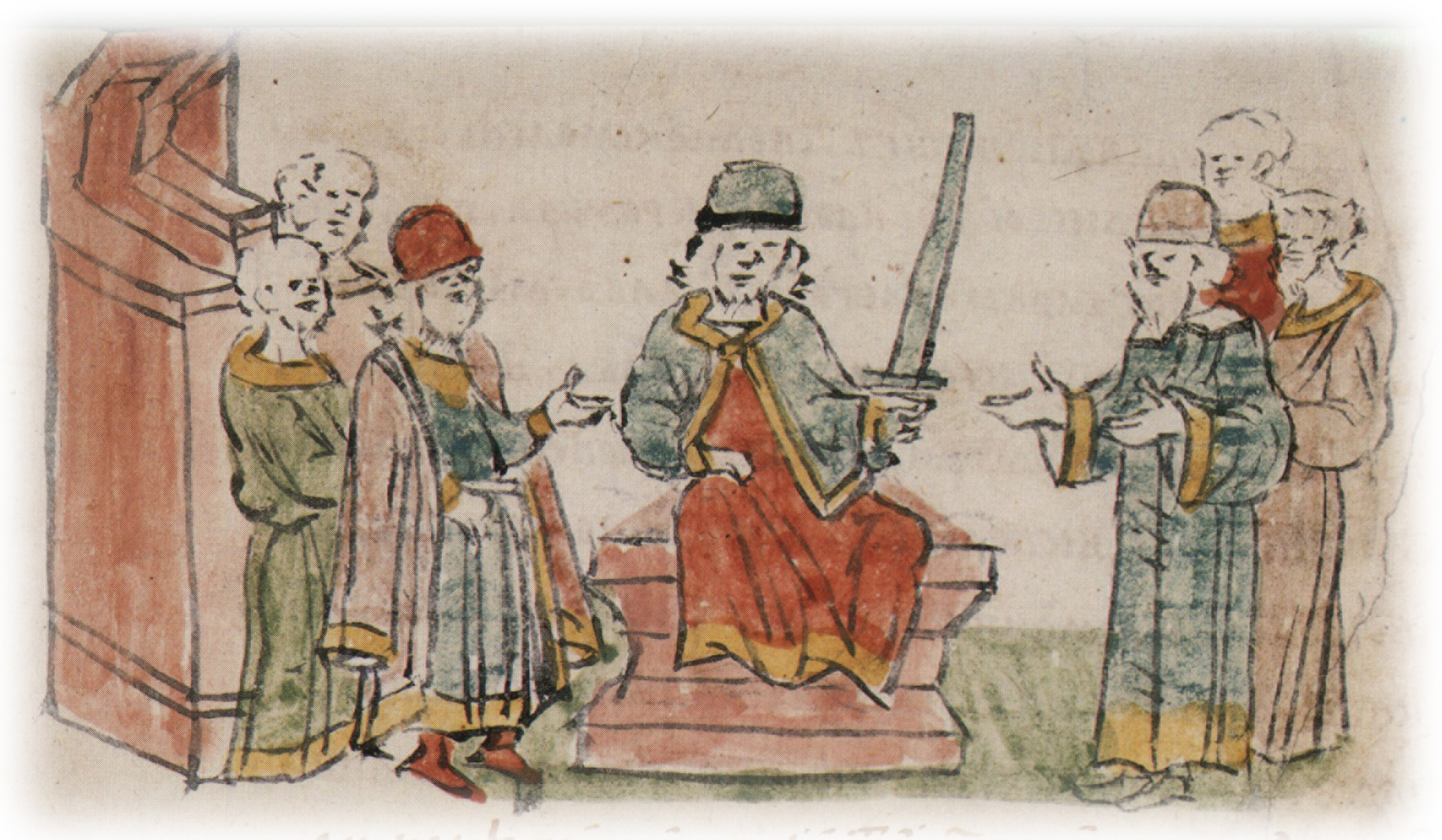
Юрий Долгорукий на Киевском престоле. Миниатюра из Радзивилловской летописи, конец XV века

После смерти Ярослава Мудрого начался процесс княжеских усобиц и феодального распада Киевской Руси. Тяжёлым бременем для Руси были набеги степных кочевников, прежде всего половцев. Князья киевские Владимир Мономах и его сын Мстислав Великий сумели на некоторое время обратить процесс дезинтеграции вспять, однако впоследствии Киев уже ничего не смог противопоставить новым центрам силы и стал объектом разорительных походов и усобиц. Упадок Южной Руси и возвышение других, ранее периферийных, русских княжеств, таких как Владимиро-Суздальское, Смоленское или Галицко-Волынское связывают с угасанием торговли по Днепру (в связи со взятием Константинополя крестоносцами в 1204 году), участившимися половецкими набегами, бесконечными княжескими усобицами за киевский престол, социальными притеснениями и другими факторами. На протяжении XII—XIII веков отмечаются значительные миграционные волны из среднего Поднепровья на северо-восток (см. славянская колонизация Северо-Восточной Руси).

### Русь после монгольского нашествия

#### Русь под монголо-татарским игом

Разорение русских земель во время монгольского нашествия:
земля разорена
земля частично разорена, столица уцелела
земля не разорена

В результате опустошительных походов 1237—1238 в Северо-Восточную Русь и 1239—1240 в Юго-Западную Русь, была установлена система зависимости русских земель от монголо-татарских ханов. Она заключалась в выплачивании дани (так называемого ордынского выхода), необходимости получения отдельными претендентами ярлыков на княжение, обязанности предоставлять ордынским ханам воинов для военных походов. Монголо-татары активно вмешивались в междоусобные споры русских князей, совершая регулярные карательные и грабительские походы в русские земли.

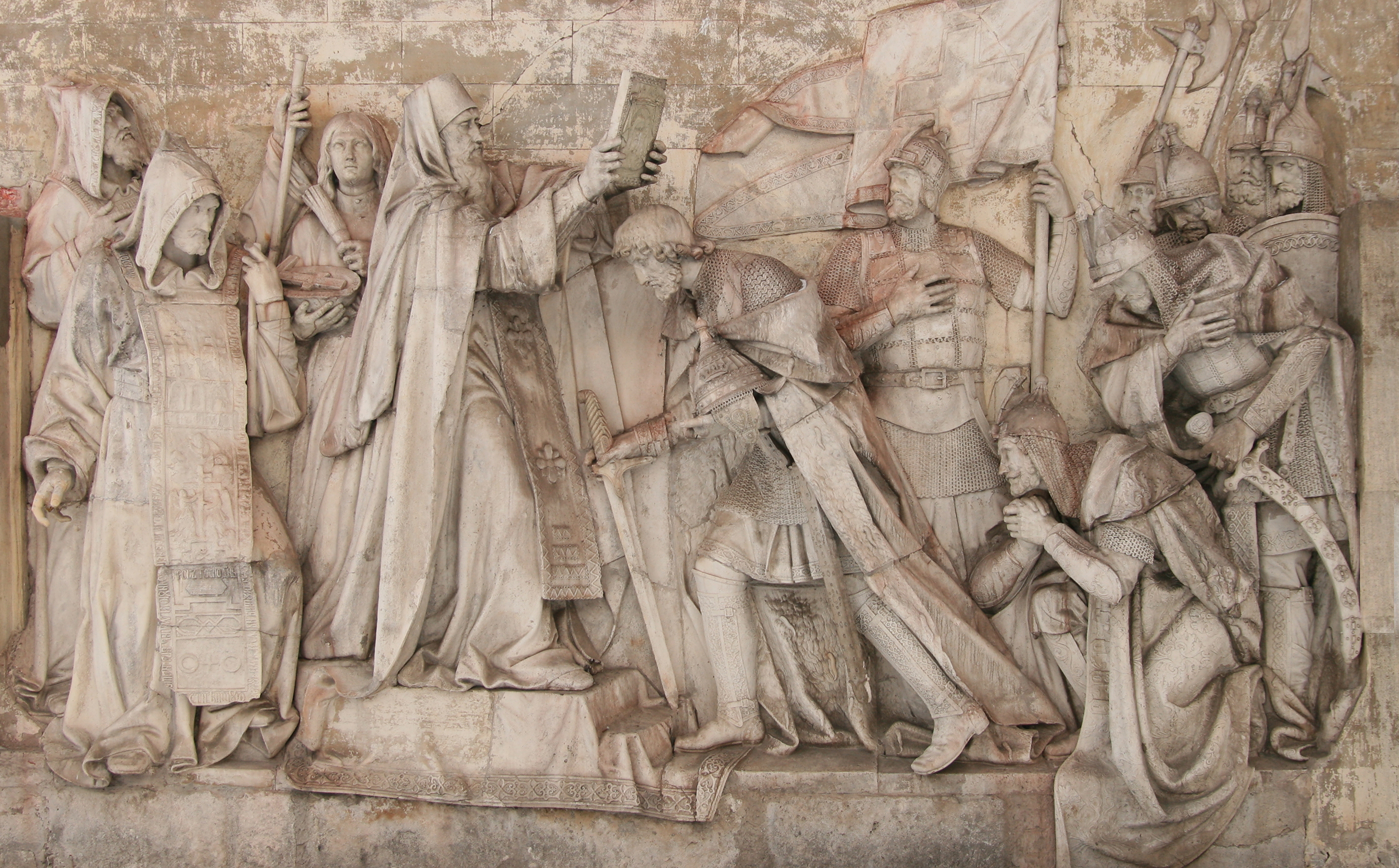
Сергий Радонежский благословляет Дмитрия Донского и его воевод перед Куликовской битвой. Горельеф 1847—1849 годов

Деревянные или каменные детинцы (кремли) — характерное ядро исторических русских городов

В Юго-Западной Руси власть Золотой Орды продлилась до 1362 года, когда золотоордынцы были разбиты литовцами в битве на Синих Водах. После этого Юго-Западная Русь впала в зависимость от литовских князей, которые до этого уже установили контроль над отдельными княжествами на территории современной Белоруссии и Украины (битва на реке Ирпень). Галицкую землю Великое княжество Литовское по итогам войны за галицко-волынское наследство было вынуждено уступить Польскому королевству. Закарпатье попало под власть Венгерского королевства, а Буковина — Молдавского княжества.
Северо-Восточная Русь находилась в политической зависимости от Золотой Орды до 1480 года. Победа северо-восточных русских князей во главе с московским князем Дмитрием Донским над татарским войском в Куликовской битве в 1380 году повлекла за собой некоторое послабление политической зависимости (впредь великие князья восходили на престол без ханского ярлыка), однако окончательного свержения ига и прекращения выплат дани не принесла. Окончательное освобождение было достигнуто в результате Стояния на Угре 1480 года. До и после этого события на Руси имели место объединительные процессы, вследствие которых в период правления Ивана III сформировалось единое централизованное независимое Русское государство, вступившее в соперничество за земли Древней Руси с Великим княжеством Литовским.

#### Соперничество Москвы с Литвой и Речью Посполитой
Образовавшееся при Иване Великом и Василии III единое Русское государство стремилось к восстановлению Древнерусского государства в его прежних границах. Как и его предшественники Дмитрий Шемяка и Василий II Тёмный, Иван Великий использовал титул государь всея Руси, содержавший притязания на Западную Русь и политическую программу воссоединения с ней. Как единственная с 1523 года православная держава, Русское государство рассматривало себя также наследником Византийской империи, пытаясь выступать в качестве покровителя единоверных в Литве, где набирала силу католическая дискриминация православия.
Между обоими государствами в конце XV — начале XVI веков имел место ряд войн, в которых Великому княжеству Литовскому пришлось уступить Русскому государству значительные территории. Проигрывая историческую схватку за западнорусские земли, Литва была вынуждена раз за разом прибегать к помощи Польского королевства, состоявшего с ней в личной унии. В 1569 году, в разгаре Ливонской войны, между обоими государствами была заключена Люблинская уния, объединявшая их в одно федеративное государство. В её результате Великое княжество Литовское передало польской Короне значительные южнорусские территории. Также усилилось влияние католицизма и давление на православных, вылившееся в заключение Брестской унии и официальное подчинение православных Римскому папе. На землях Западной Руси это вызвало жёсткую межконфессиональную борьбу, способствовало поднятию целого ряда городских и казацких восстаний, а также появлению в среде православных иерархов и книжников, противостоявших Унии, представления о триедином русском народе и православном царе-заступнике.
В военно-политическом отношении подключение Польши к противостоянию с Москвой почти на столетие развернуло вектор натиска в борьбе за земли Руси на восток. Ливонская война обрела для России неудачное окончание, Россия сильно ослабла в результате польско-литовской интервенции в эпоху Смутного времени, неудачной была также попытка реванша в Смоленской войне. В 1648—1654 годах очередное казацкое восстание под предводительством Богдана Хмельницкого сильно ослабило саму Речь Посполитую и привело в результате Переяславской рады к переходу Гетманщины в подданство российского царя, а также к новой русско-польской войне 1654—1667. После её окончания граница обоих соперников — Российского царства и Речи Посполитой — прошла по Днепру, за Россией остался Киев и Смоленск, однако Польско-Литовское государство сохранило за собой земли Белой Руси и Правобережную Украину. Они воссоединились с остальной Русью лишь более чем столетие спустя, в результате разделов Речи Посполитой, после того как последняя внутренне дестабилизировалась в условиях шляхетских злоупотреблений «золотыми вольностями» и межконфессиональных конфликтов.
Последствия Брестской унии были отменены в 1839 году на Полоцком соборе, на котором на территории России было утверждено возвращение униатов в православие. Униатство осталось доминирующим вероисповеданием лишь в среде галицких русин на территории Австро-Венгрии. Галицкая и Подкарпатская Русь вплоть до Первой мировой войны оставались единственными частями Руси не в составе России.

#### Крымско-ногайские набеги

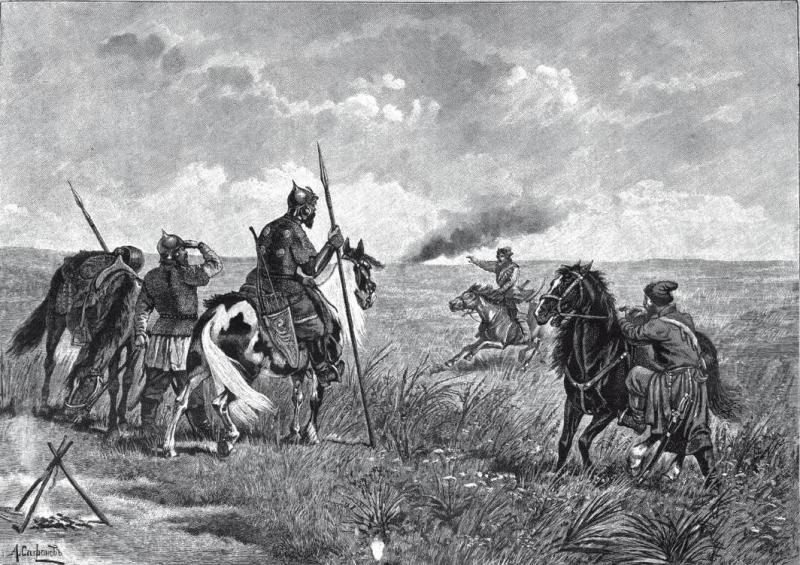
Тревога на пограничном карауле, XVI век

После обособления Крымского ханства от Золотой Орды во второй половине XV века его правители продолжили политику грабительских набегов на земли Руси, находящиеся как в составе Великого княжества Литовского, так и централизованного Русского государства. В Крымском ханстве набеговое хозяйство приобрело наиболее выраженные черты, поскольку захват невольников (ясыря) стал одной из главных статей доходов этого государства. Нападения на русские земли продолжались с разной степенью интенсивности вплоть до XVIII века. Наибольшие масштабы, почти в ежегодном режиме, они имели в XVI и XVII веках. В Русском государстве для защиты от набегов строились разветвлённые засечные черты. Набеги были серьёзным фактором истощения как людских, так и финансовых ресурсов России и Литвы (впоследствии, Речи Посполитой). В значительной степени они препятствовали освоению Дикого поля, полномасштабное заселение которого стало возможно лишь после устранения угрозы набегов. Постоянная угроза со стороны крымских татар и ногайцев повлияла на становление казачества на Днепре и на Дону.

## Население

### Этнонимы, связанные с Русью
Первоначально русью называли племя предположительно варяжского происхождения, из которого происходили правители первых государственных образований на Руси — Рюрик, Аскольд и Дир, Олег, Игорь и другие. В единственном числе представитель племени русь в летописях обозначается словом русин, в то время как множественное число выражалось формами русь, либо русьскыи (люди).
Противопоставляясь поначалу славянам, этот этноним со временем перешёл на всех жителей Руси и употреблялся на протяжении столетий как самоназвание во всех её частях наряду с субстантивированным прилагательным «русские» (эллипсис от словосочетания русские люди). В западнорусских землях это слово имело написания руские, руськие. В Русском царстве, где на официальном уровне закрепился греко-византийский вариант слова Руси Россия, в церковно-книжной сфере начал укореняться этноним «россияне», который под влиянием выходцев из Западной Руси вошёл в широкое употребление со второй половины XVII века. Ещё одним торжественным поэтическим вариантом стал этноним «россы». В отличие от более позднего значения, термин «россияне» имел исключительно этническую окраску и относился ко всем восточным славянам. С появлением ощущаемых различий между ними, в литературной и государственной среде (в рамках концепции триединого русского народа) россиян (русских) начали делить на великороссов, малороссов и белорусов. Само слово «россияне» в XIX веке под влиянием романтизма и приближения к более простому языку всё больше вытеснялось народным словом русские. После прихода к власти большевиков в рамках их национальной политики термин русские был искусственно сужен до обозначения прежних великороссов, а прежних малороссов записывали украинцами. Древний этноним «русины» сохранился как самоназвание в Галиции вплоть до 1930-х годов, а в Карпатской Руси и других землях Восточной Европы сохранился как эндоэтноним отдельного небольшого восточнославянского этноса — карпатских русин.

### Древнерусская народность и развитие общерусского сознания до XVII века
Согласно концепции, поддерживаемой многочисленными историками, лингвистами и археологами, в Древнерусском государстве из отдельных восточнославянских племён сложилась единая древнерусская народность. К её признакам относят общность литературного и разговорного древнерусского языка (при сохранении местных диалектов), общность территории, определённую экономическую общность, единство духовной и материальной древнерусской культуры, общую религию, одинаковые традиции, обычаи и право, военное устройство, общую борьбу против внешних врагов, а также наличие сознания единства Руси. Представление о совокупности всех восточных славян как особом едином народе («языке»), впервые чётко выражено на страницах «Повести временных лет» в начале XII века. К середине XII века в источниках отмечается полное исчезновение старых племенных названий в пользу принадлежности одной народности — «Руси» — на фоне шедшего в то же время процесса феодального дробления Руси и трудностей интеграции на обширных просторах. Дифференциация встречается в источниках лишь на региональном уровне — «новгородцы», «псковичи», «полочане», «черниговцы» — и не выражает этнического самосознания.

Карта городов «Списка русских городов дальних и ближних» по М. Н. Тихомирову (1952)

Ощущение жителями Руси своего единства сохранялось долгое время в наступивших условиях политической раздробленности, в том числе после монгольского нашествия. Об этом свидетельствует духовная и книжная культура как восточных, так и западных земель Руси. Русские летописные своды и хронографы начиная уже с XIII века последовательно отстаивали идею церковного, исторического, династического единства Руси, в том числе необходимость её политического объединения, и не признавали исторических и моральных прав иноземных держав на русские земли. О сохранении представления об общности Руси красноречиво свидетельствует присущий православным летописям «Список русских городов дальних и ближних», датируемый концом XIV — началом XV века.
Тем не менее, вхождение частей восточного славянства в состав Великого княжества Литовского и Польского королевства, с одной стороны, и формирующегося Русского государства, с другой стороны, привело к нарастающим различиям в социально-политическом строе и создало предпосылки для формирования нескольких восточнославянских народностей. Данный процесс, начавшийся во второй половине XIV века, не был одномоментным, а растянулся на несколько веков. Вплоть до конца XVI века многочисленные источники, в том числе западные, признавали русских под властью польско-литовских и московских монархов единым народом, однако подчёркивали их различные политические установки. Польские историки и публицисты зачастую признавали жителей Западной и Московской Руси единым народом, что делалось даже вопреки политическим интересам их державы, которые заключались в отрицании притязаний московских правителей на все земли Древней Руси. Те, в свою очередь, именуясь государями всея Руси, не переставали требовать возврата земель вплоть до Перемышля, называя их насильно отторгнутой вотчиной Рюриковичей со времён Владимира Крестителя и его сына Ярослава. С московской стороны объединение всех восточнославянских земель вокруг Москвы и восстановление Древнерусского государства было неизменным лейтмотивом в ходе многовековых русско-литовских и русско-польских войн, появившимся как минимум со времени правления Ивана III и возникновения централизованного Русского государства. У единого Русского государства сложился особый, «государственно-народный» тип отношений с западнорусским населением, для значительной части которого оно являлось притягательным центром.
В Речи Посполитой представления о «русских» и «московитах» как о двух разных народах впервые начинают прослеживаться в памятниках полемической литературы, возникших после заключения Брестской унии 1596 года. По словам историка Бориса Флори, поскольку это явление прослеживается в том числе и у православных авторов Речи Посполитой, это свидетельствует не только о политических мотивах дифференциации со стороны желающих расколоть православное сообщество, но и о действительном накоплении некой критической массы ощущаемых различий между восточнославянскими жителями обоих государств. О важных изменениях этнического самосознания восточных славян, идущих в этом направлении, говорит и появление в текстах конца XVI — первой половины XVII века таких словосочетаний, как «Малая Россия» и «Великая Россия». При укоренившемся осознании собственной особости, тем не менее сохраняется представление о принадлежности к единому целому и тесной связи, встречающееся даже у видных униатских деятелей, таких как Иосиф Рутский.
В Российском царстве, начиная с первой половины XVII века, входит в употребление термин «белорусцы», которым первоначально называли всех восточных славян Речи Посполитой и который может свидетельствовать о том, что и в России постепенно начинали осознавать некие отличия между собой и восточнославянским населением соседней державы. Впоследствии, понятие Белой Руси и белорусцев в русском словоупотреблении сузилось до восточнославянских земель, относящихся к Великому княжеству Литовскому, в то время как в отношении земель польской Короны к югу от них укоренились перенятые у тамошних православных деятелей термины «Малая Россия» и «малороссияне».

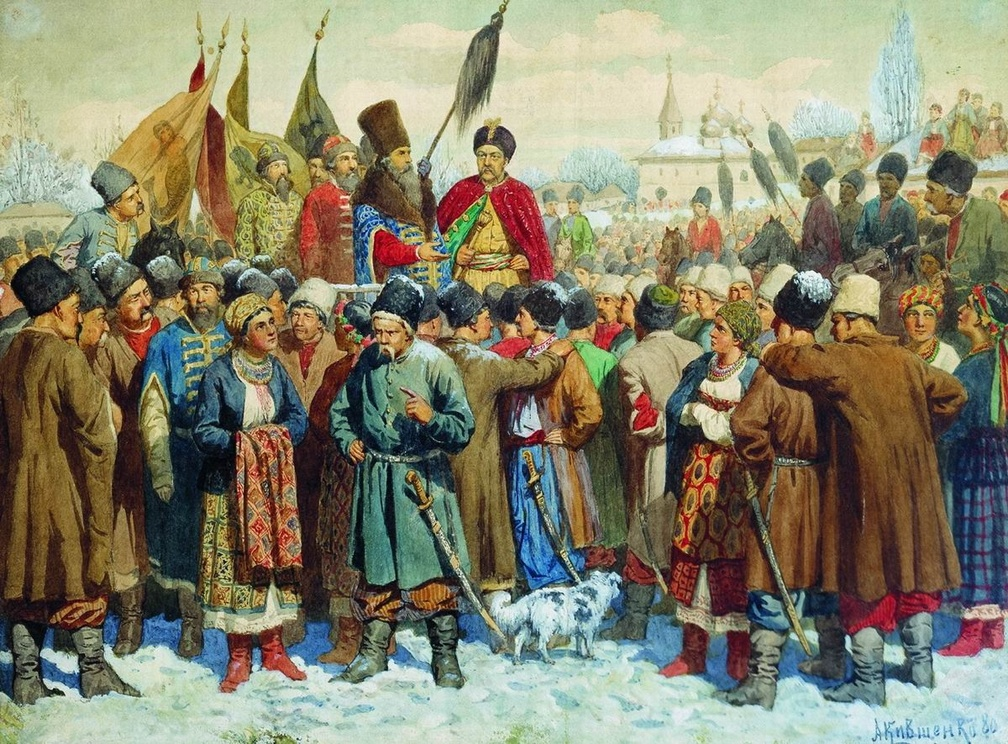
Переяславская рада. 1654 год. Воссоединение Украины. Картина Алексея Кившенко. 1880. Центральный военно-морской музей.

Несмотря на идущий процесс осознания отличий, борьба с Брестской унией привела среди православного населения Речи Посполитой к распространению образа православного царя-заступника и идей политического единения с Российским государством. В историческом сочинении «Палинодия» архимандрита Киево-Печерского монастыря Захарии Копыстенского в 1621 году «великороссове и малороссове», будучи хоть и близкородственными, тем не менее уже разделёнными общностями, принадлежали к единому «Росскому поколению». Концепция единого «российского народа», состоящего из великороссов и малороссов (русин, не перешедших в «ляшскую веру»), фигурировала в церковных и политических текстах православных иерархов, лидеров православных братств и даже представителей запорожского казачества, став со временем основой малороссийской идентичности. Именно подобное представление сделало возможной Переяславскую раду, постепенный отход казацкой элиты от восприятия Речи Посполитой как своего отечества и политическое объединение Гетманщины с Российским царством.

## Культура

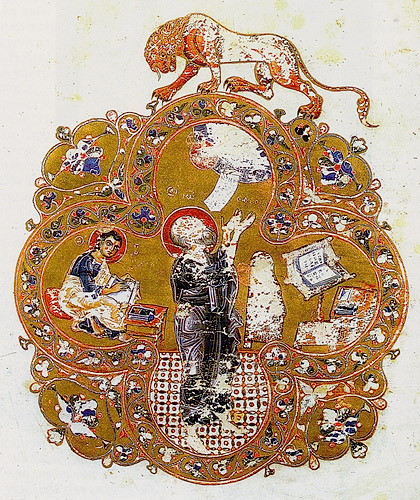
Евангелист Иоанн, миниатюра из Остромирова Евангелия, середина XI века

Дохристианская культура Руси была тесно связана со славянским язычеством, её изучение основано на данных археологических находок, таких как Збручский идол, или на древнейших памятниках устного повествовательного творчества (былинах), таких как «Добрыня и змий». Уже в дохристианскую эпоху восточные славяне обладали многочисленными городами и развитой земледельческой культурой.
С принятием восточного христианства (православия) русичи были приобщены к книжной культуре, именно с ним связано широкое распространение по Руси письменности на основе кириллического алфавита. Большое влияние на культуру Руси на этом этапе оказывали выходцы из византийского и южнославянского культурных ареалов, в том числе в области архитектуры, литературы, одежды, изобразительного искусства. Обширная переводная литература стала основой для формирования собственно русской литературной традиции. Для раннего периода характерно развитие таких жанров, как проповедь, жития святых, описания военных походов (знаменитое Слово о полку Игореве), начало русского летописания (Повесть временных лет).

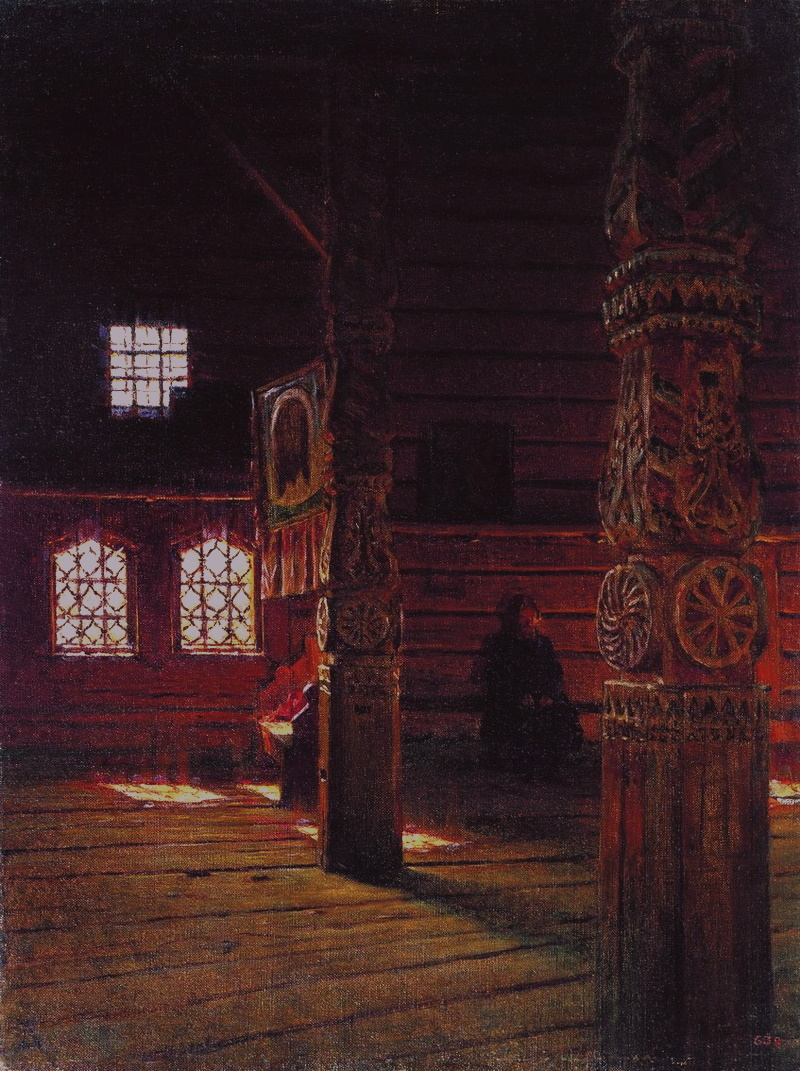
Василий Верещагин, Внутренний вид деревянной церкви Петра и Павла в Пучуге, 1894

После принятия христианства на Руси начинается каменное строительство, перенявшее элементы не только византийской, но отчасти и романской архитектуры. На Руси наблюдается их самобытный синтез, яркими примерами этому являются белокаменные памятники Владимира и Суздаля XII века. После распада Древнерусского государства на отдельные русские княжества во многих из них начинают формироваться свои архитектурные и живописные школы. Огромное негативное влияние на культуру и ремёсла оказало разорение в ходе монгольского нашествия. О нём повествуют отдельные памятники, такие как «Плач и пленении и конечном разорении русской земли». Наибольший удар испытали на себе Киевская и Черниговская земли. Сокращение населения, регулярный увод в плен мастеров отбросили городскую культуру Руси на десятилетия назад. Лишь в Северо-Западной Руси городская культура сохранила свои позиции, обогащаясь в том числе от контактов с Западной Европой.

## Языковая ситуация

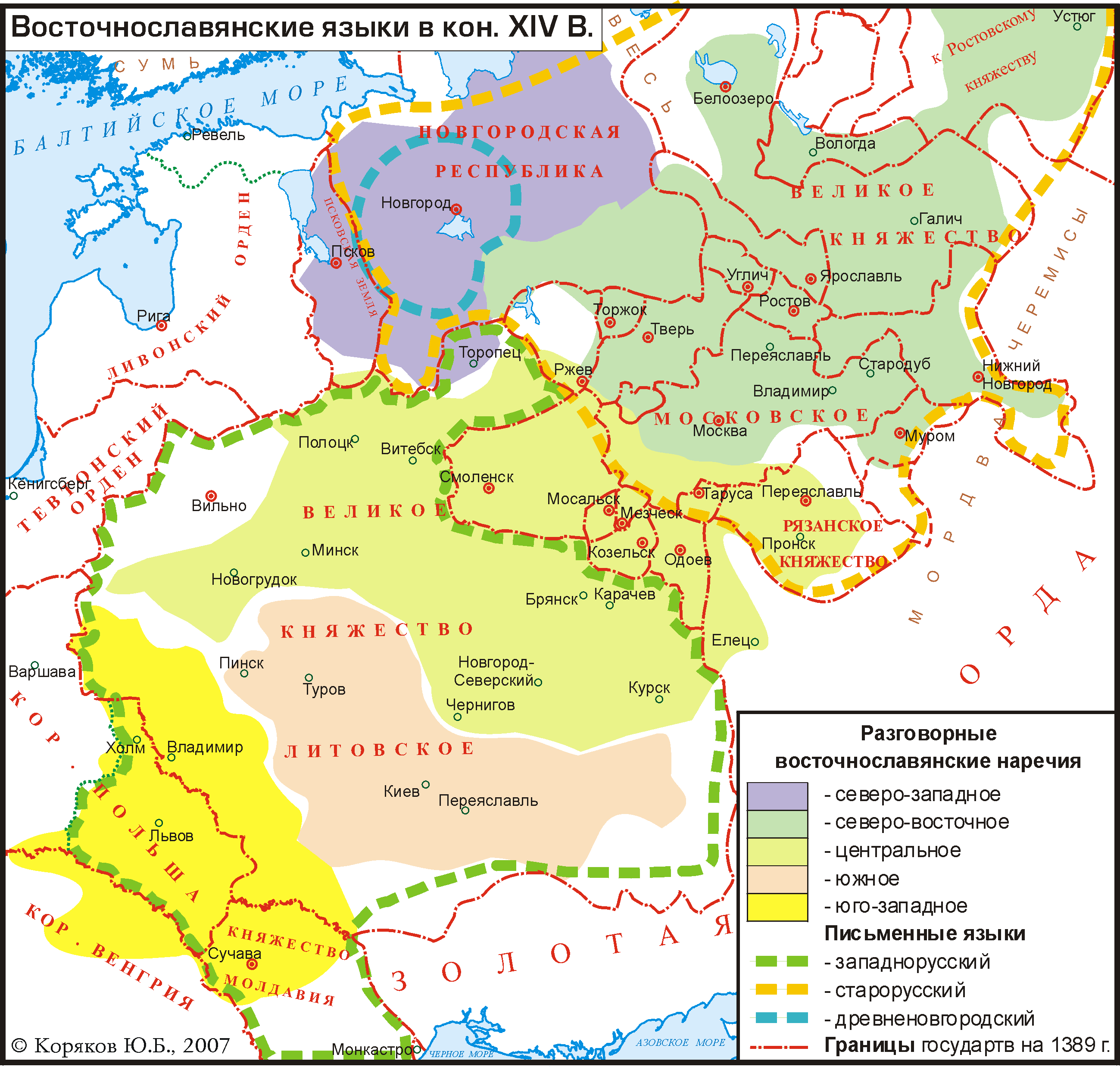
Разговорные наречия и письменные восточнославянские языки в конце XIV века

Общий для Руси древнерусский язык имел истоки в праславянском языковом единстве. В основу письменного языка Древнерусского государства лёг старославянский (церковнославянский) язык. Старейшие из сохранившихся литературных памятников древнерусского языка (Новгородский кодекс, Остромирово евангелие и другие) датируются XI веком. Разговорный древнерусский язык имел территориальные диалекты, отличавшиеся своими фонетическими, лексическими и морфологическими чертами. Г. А. Хабургаев выделяет в раннем восточнославянском ареале (до XIII века) два диалектных объединения: южно-восточнославянское и северно-восточнославянское. До VIII—XI веков центром южной части ареала было Среднее Поднепровье, а центром северной части ареала — Приильменье, откуда носители восточнославянских говоров расселились по всей территории будущего Древнерусского государства. Для данного исторического периода предполагается относительное диалектное единство восточнославянской территории. Академик А. А. Зализняк пишет, что по данным берестяных грамот только псковско-новгородские говоры отличались от остальных, при этом критикует «любительскую лингвистику», которая предполагает существование русского, украинского и белорусского языков до XIV—XV века, когда происходит их формирование как отдельных восточнославянских языков в результате размежевания Литовской и Московской Руси.
На территории Руси, подконтрольной Великому княжеству Литовскому и Польскому королевству, сначала формируется западнорусский письменный язык, получивший официальный письменно-литературный статус. В его основу легли местные диалекты, а также церковнославянский и польский языки. Со временем, он испытывает на себе всё большее влияние польского языка и вытесняется им в Речи Посполитой из делопроизводства (официальный запрет в 1696 году).

Написание «русский язык». Из азбуки В. Ф. Бурцова, 1637 год (ер и ерь переданы паерком)

В Московской Руси формируется русский литературный язык, в его основу ложится московское койне северных и южных великорусских народных говоров. В XVII веке он вбирает в себя элементы церковнославянского и западнорусского языков (присоединение Малороссии), последний впоследствии полностью исчезает. По мере присоединения к Российскому государству русских земель Речи Посполитой, литературный русский язык распространяется на них, занимая нишу языка городской культуры. По мнению некоторых историков, это является следствием политики русификации, другие указывают на отсутствие на тот момент литературных норм у местных народных говоров, а также на восприятие русского языка как общевосточнославянского (общерусского) литературного стандарта — «наследника» церковнославянского и древнерусского, являющегося органичным для местного православного населения.
На рубеже XVIII и XIX веков на народной языковой основе, испытавшей на себе со времён Люблинской унии значительную полонизацию, формируется украинский литературный язык, его нормы складываются на протяжении XIX века. В среде галицких русофилов во второй половине XIX века предпринимаются попытки создать искусственный язык — «язычие», основанный на церковнославянской и русской грамматике с примесью украинизмов и полонизмов. Впоследствии, однако, галицкие русофилы переходят на использование русского языка.
Первые произведения на белорусском литературном языке появляются во второй половине XIX века на основе белорусских устно-разговорных народных диалектов.

## Религия

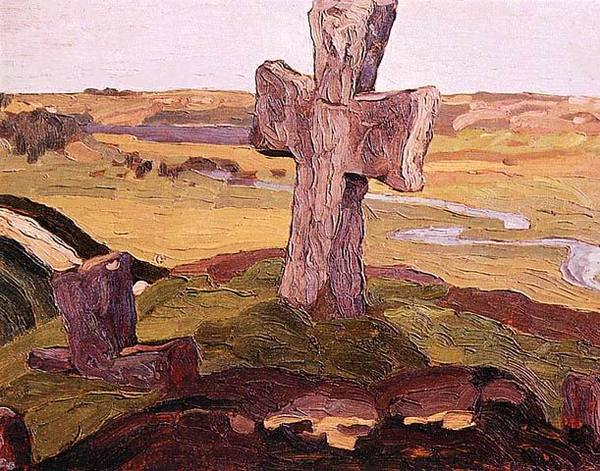
Кладбище с каменными крестами XV века рядом с археологическим памятником VII—XVIII веков, получившим название Труворово городище. Николай Рерих «Изборск. Крест На Труворовом Городище», 1903

До крещения Руси доминирующей верой на её территории было славянское язычество. Креститель Руси князь Владимир до принятия христианства ради большего единения государства пытался провести несколько языческих реформ, однако впоследствии остановил свой выбор на византийском православии как государственной религии. Этот шаг дал мощный толчок духовному и культурному развитию Руси, повысил её престиж в глазах других европейских государств.
Киевская митрополия находилась в подчинении Константинопольского патриархата. В 1299 году киевский митрополит Максим перенёс свою резиденцию во Владимир-на-Клязьме, позже при митрополите Петре она переместилась в Москву. После Флорентийской унии, поддержанной Константинополем, единство Русской православной церкви разрушается. В 1448—1458 годах православная церковь Руси окончательно разделилась на митрополию Киевскую и самопровозглашенную Московскую. Провозглашается находящаяся в оппозиции к Флорентийской унии Московская митрополия. Церковь Руси и Беларуси (в те времена — Литвы) возглавлял «митрополит Киевский, Галицкий и всея Руси». Московский митрополит, чтобы не выглядеть ниже Киевского, также начал использовать «митрополит московский и всея Руси». На территории Великого княжества Литовского образовывается отдельная Киевская митрополия, подчинённая Константинополю. Её временными центрами были Новогрудок и Вильна. В 1589 году московская митрополия добивается от Константинополя признания за ней статуса Патриархата. Киевская митрополия в 1596 году принимает Брестскую унию, что вызывает острую религиозную борьбу и её раскол на униатскую и православную киевские митрополии. Последняя была подчинена Московскому патриархату в 1688 году. Униатская церковь, пустившая корни прежде всего в Правобережной Украине и в Белоруссии, была упразднена в 1839 году на территории Российской империи в результате Полоцкого собора, её приходы возвращены в православие. Она сохранилась в Галиции, однако была запрещена в составе СССР после Великой Отечественной войны. После распада СССР на Украине и в Белоруссии вновь возникли униатские церкви.

## Право

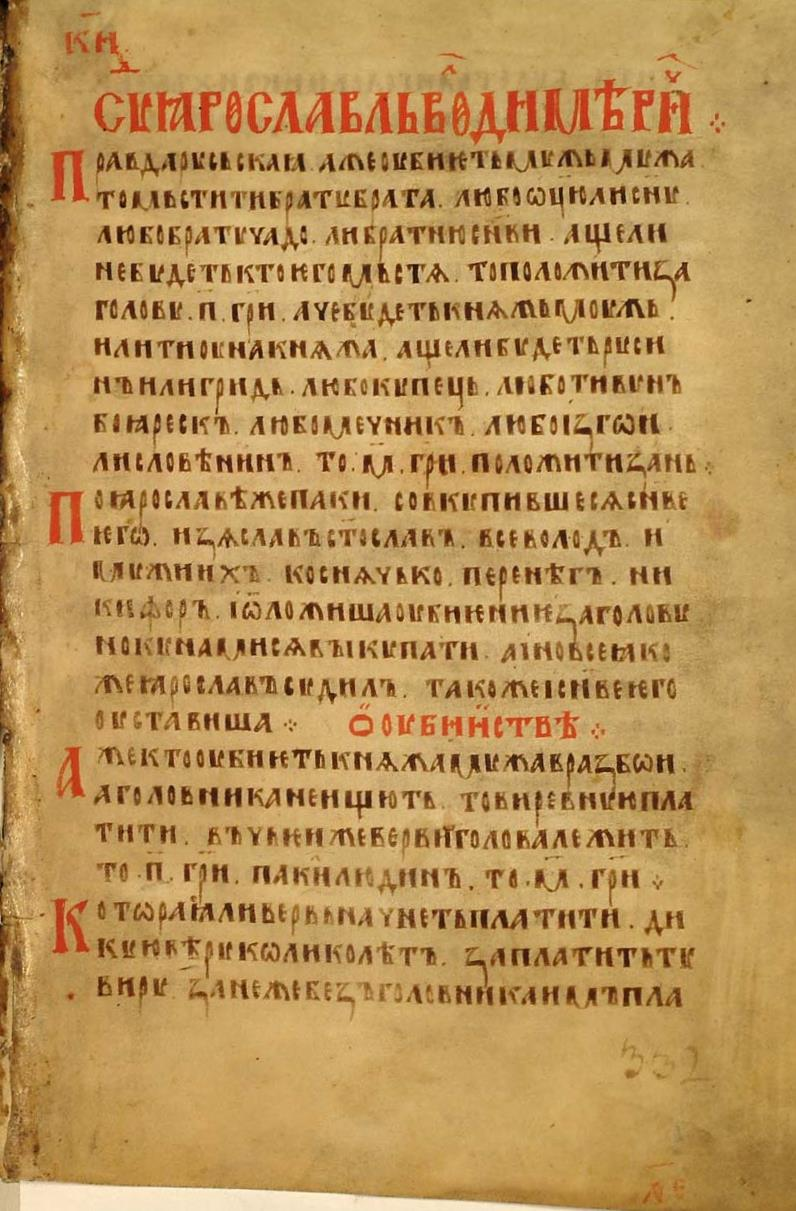
Начало Троицкого I списка Русской Правды (Пространная редакция), XIV век

Русское право начало складываться со времени возникновения Древнерусского государства в IX веке. В его основу легло славянское обычное право (правовой обычай) с заимствованием скандинавских и византийских норм. Основными устными источниками права Киевской Руси были обычное право и договорное право, в меньшей степени — княжеское законодательство и церковное право. Предположительно русское обычное право раннего периода под названием Закон Русский отражено в текстах русско-византийских договоров X века. Отношения внутренней и внешней государственной жизни, как и отношения между частными лицами определялись в основном обычаями и договорами (др.-рус. рядъ — договор). В условиях раннесредневековой экономики и отсутствия сильной централизованной власти отношения между русскими князьями, отношения князя с населением (вечем и местной знатью), а также отношения князя с дружиной регулировались преимущественно на основе договора (ряда). Основными письменными источниками раннего периода являлись договоры Руси с Византией и Русская Правда. Известны также церковные уставы Владимира и Ярослава. Важнейшим письменным источником права Древнерусского государства является Русская Правда — свод законов XI—XII веков, включивший в себя как нормы обычного права и ряд судебных прецедентов, так и княжеское законодательство. Сборник содержит в себе нормы различных отраслей права, в первую очередь гражданского, уголовного и процессуального.
Нормы русского права продолжали действовать в Удельной Руси, имея разную степень влияния в том числе и на русских землях Великого княжества Литовского и Польского королевства. Договорные отношения в сфере государственного управления в Удельный период сохраняются и даже получают некоторое развитие. Невыполнение условий «ряда» князя с населением приводило к столкновениям, которые оканчивались либо изгнанием князя, либо взаимными уступками. Среди письменных источников права большое значение сохраняла Русская Правда. В Новгородской и Псковской республиках возникли новые крупные законодательные акты — Новгородская и Псковская судные грамоты. Получило дальнейшее развитие международное право: известны договоры Новгорода, Смоленска и Полоцка с соседними немецкими городами Балтики. Важными источниками права были также уставы удельных князей.
Во время экспансии Литовского княжества на русские земли большое значение имел принцип «старины не рушаем, новины не вводим», означавший прежде всего сохранение за лояльными князьями Рюриковичами их владений. В Литовском государстве применялись русское обычное право, нормы Русской Правды, международных договоров и церковное право. В течение XVI века были изданы Литовские статуты, в основу которых легли в частности нормы обычного русского права и Русской Правды. Русское право продолжало действовать на землях, присоединённых к Польской короне в XIV веке, хотя постепенно вводились институты польского права. В течение XVI века русское право было вытеснено польским и магдебургским правом. Однако некоторые нормы русского права сохранялись в форме обычного права.
Русское право получило развитие в Московском княжестве, а затем в централизованном Русском государстве. В Московском княжестве старые нормы русского права сохраняли большой авторитет, и государи не нарушали их в явном виде, но постепенно изменяли. Междукняжеские договоры прекращаются с объединением государства. Развитие русского права выразилось в составлении Судебника 1497 года, разнообразных уставных и судных грамот. В XVI веке в результате отмены вольной службы договор потерял своё значение в области внутренних государственных отношений. Централизованное управление начинает преобладать над договорными отношениями, а законотворческая деятельность государственной власти — над прежней функцией охраны правового обычая. Крупнейшими письменными источниками права в Русском государстве стали Судебник 1550 года и Соборное уложение 1649 года.